# Enicospilus claggi
Enicospilus claggi är en stekelart som beskrevs av Ian D. Gauld och Mitchell 1981. Enicospilus claggi ingår i släktet Enicospilus och familjen brokparasitsteklar. Inga underarter finns listade i Catalogue of Life.